# Johann Ludolph von Oetken
Johann Ludolph Oetken, ab 1701 Johann Ludolph von Oetken (* 12. April 1653 in Oldenburg; † 24. Juni 1725 in Loy, Ortsteil von Rastede) war oldenburgischer Kanzleidirektor.

## Leben und Karriere
Oetken entstammte einer Westersteder Bauernfamilie. Seine Eltern waren der Rentmeister Johann Oetken (1629–1679) und dessen Ehefrau Helene geb. Dagerath (1637–1696), die Tochter des Kaufmanns Christian Dagerath. Er besuchte zunächst die Lateinschule in Oldenburg und wurde ab 1665 weiter durch Hauslehrer unterrichtet. 1670 schloss er die Schulausbildung ab und studierte anfangs Theologie, später dann Rechtswissenschaften an der Universität Kiel. 1672 wechselte er an die Universität Straßburg. Nach Abschluss seines Studiums 1673 begann er im Herbst dieses Jahres eine ausgedehnte Bildungsreise durch die Schweiz, Italien, Frankreich, England und in die Niederlande. Im Herbst 1675 kehrte er zurück und wurde im folgenden Frühjahr Sekretär des Erbprinzen Christian Eberhard von Ostfriesland, den er wiederum auf dessen Grand Tour als Informator durch Holland, Frankreich und Savoyen begleitete. Im Herbst 1680 kehrte er nach Oldenburg zurück, da er als Auswärtiger keine Aufstiegschancen im ostfriesischen Dienst hatte. In den folgenden Jahren regelte Oetken dann zunächst die komplizierten Erbauseinandersetzungen nach dem Tode seines 1679 verstorbenen Vaters. Durch seinen Werdegang und die Reisen galt Oetken als sehr gebildet und beherrschte mehrere Sprachen. Im Oktober 1683 wurde er daher erneut als Sekretär, diesmal beim dänischen Großkanzler Graf Christian Detlev Reventlow (1644–1708) angestellt. 1687 erhielt Oetken für seine Verdienste in diesem Amt den Titel und Stelle eines Wirklichen Regierungsrats bei der Regierungskanzlei der zu dieser Zeit von Dänemark regierten Grafschaft Oldenburg. 1696 stieg er zum Wirklichen Justizrat auf und wurde im gleichen Jahr zusammen mit seinen Brüdern in den dänischen Adelsstand erhoben. Am 30. April 1701 wurde ihm als Direktor die Leitung der oldenburgischen Regierungskanzlei übertragen. 1717 erhielt er dann auch noch den Titel eines Etatsrats.

## Familie
Oetken heiratete am 12. Juni 1690 Margaretha Dorothea geb. von Suhm (1674–1720). Seine Frau entstammte dem dänischen Adelsgeschlecht Suhm und war eine Tochter des königlich dänischen Staatsrats und Amtsverwalters in Pinneberg, Heinrich von Suhm (1636–1700), und der Margareta Dorothea von Felden (1648–1711). Ihre Brüder waren u. a. der dänische Oberst und spätere kursächsische und polnische Generalmajor Ernst Heinrich von Suhm (1668–1729), der spätere dänische Admiral Ulrik Frederik von Suhm (1686–1758) und der kursächsische Diplomat Burchard von Suhm (1668–1729). Das Ehepaar hatte sechs Kinder, von denen der Sohn Christian Eberhard Detlef (1691–1754) dänischer Generalmajor wurde. Die Tochter Sophie Catharina (1695–1727) heiratete den oldenburgischen Amtmann Alrich von Witken (1693–1761). 
Oetkens Schwester Sophia Catharina (1659–1710) war die erste Ehefrau des oldenburgischen Oberdeichgräfen Anton Günther von Münnich (1650–1721), ihr gemeinsamer Sohn Johann Rudolf von Münnich (1678–1730) heiratete wiederum Oetkens Schwägerin Anna Christina von Suhm (1685–1721).